# 魚素主義

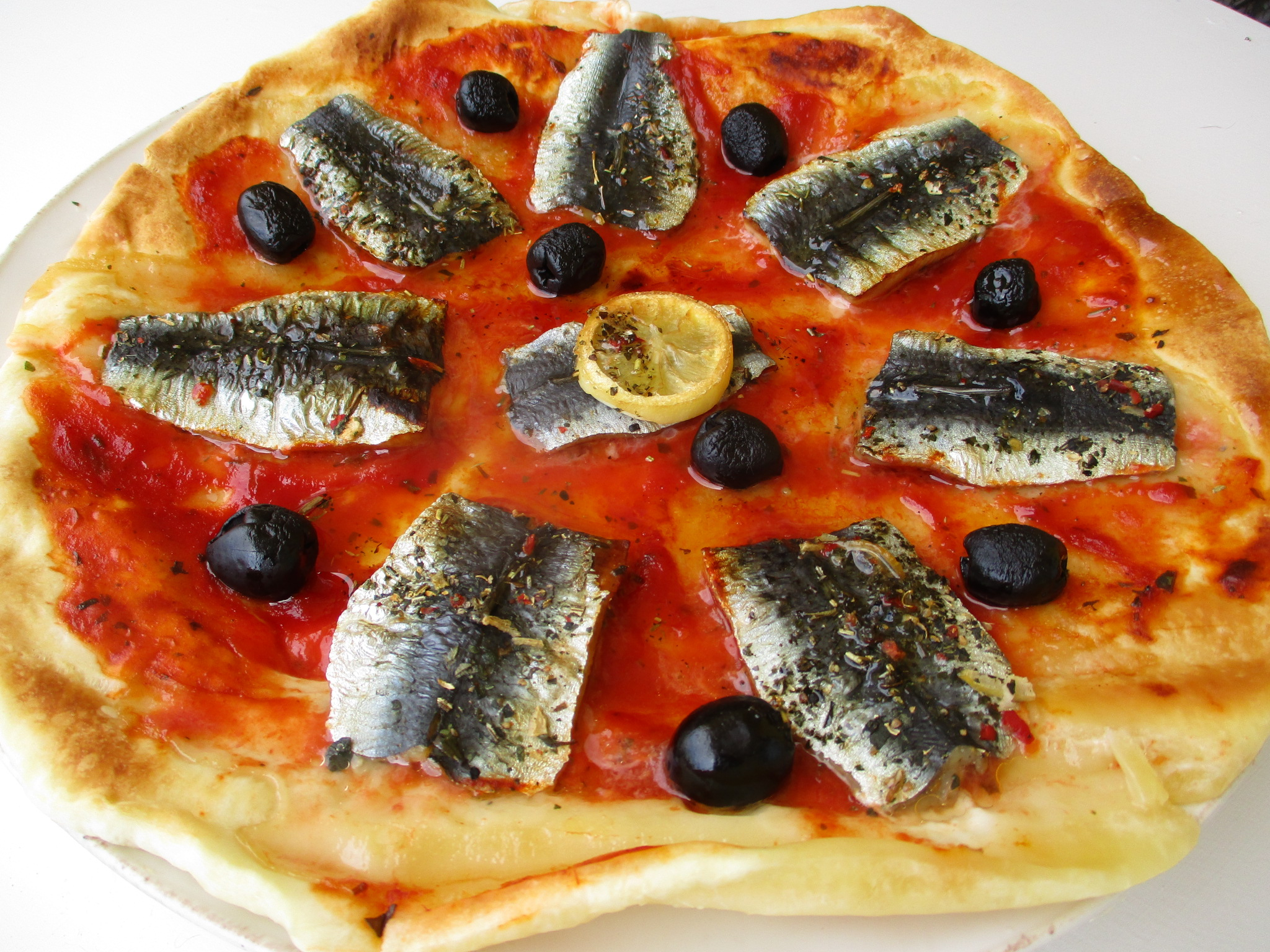
沙丁魚披薩

鱼素主義（英語：Pescetarianism）或稱海鮮素，是指戒食红肉和禽类白肉、但仍进食海鲜（以鱼类为主）的飲食習慣。鱼素者（pescatarian）出于对各类型病菌、禽流感等疾病、肥胖、过敏等健康方面的担忧，但又不愿直接改为纯素主义，因而放弃红白肉改以鱼肉来取代，这也是鱼素族群逐渐增长的趋势。
鱼类是优质的蛋白质来源，饱和脂肪酸不高，Ω–3脂肪酸则十分丰富。鱼类中也有一些是不宜多食的，大型掠食性鱼类（例如鲨鱼、剑鱼和鲔鱼）就应该尽量少食为妙，主要原因是食物网上层的大型鱼类由于生物富集作用，体内有可能含有大量的汞，而且可能引起西加鱼毒中毒。此外，许多鱼（比如鲔鱼、鲭鱼、鲯鳅、沙丁鱼、鳀鱼、狐鲣、鲱鱼、扁鲹、𫚕鱼和旗鱼）的肉中含有大量组氨酸，时间长了会因为微生物滋生而被转化成组胺，引起皮肤潮红、多汗、头痛、瘙痒、视力模糊、腹痛和腹泻等症状。

## 類似魚素之文化
- 受到佛教影響，天武天皇於西元676年發布《殺生禁斷令》：「詔諸國曰，自今以後，制諸漁獵者，莫造欄阱，及施機槍等之類。亦四月朔以後，九月卅日以前，莫置隙遮、梁。且莫食牛馬犬猿雞之肉，以外不在禁例。若有違者罪之。」後，歷代天皇篤信佛教者大多發布此類禁殺令。至明治维新開放食用牛肉前，日本貴族基本上不得食用走獸之肉，但飛禽及魚蝦等水產不禁，亦屬魚素主義之例。
- 天主教的守小齋時禁食肉及血類，但可食用魚貝類。
- 東正教守小齋則更為嚴謹，一切魚肉皆不可食用，但貝類及蛋奶類不在禁止範圍內。

## 名稱
英語的「魚素者」（pescetarian）一詞由意大利語的「魚」（pesce）和後綴構成，與「素食者」（vegetarian）一詞形似。